# Cipriano de Urquiza
Cipriano José de Urquiza (Concepción del Uruguay, Virreinato del Río de la Plata, 25 de septiembre de 1789 - Nogoyá, Argentina, 26 de enero de 1844) fue un ganadero, comerciante y político argentino, que tuvo activa participación en la política de la Provincia de Entre Ríos durante la primera mitad del siglo XIX, especialmente notable por haber sido hermano y colaborador del gobernador –y futuro presidente– Justo José de Urquiza.

## Biografía
Hijo mayor del hacendado Josef de Urquiza, cursó sus estudios primarios en Gualeguaychú y Concepción del Uruguay, y los secundarios en el Colegio de San Carlos, en Buenos Aires.
Desde joven dirigió la administración de los campos de su padre, especialmente cuando este residió en Montevideo, que estaba en manos de los realistas. También heredó la pasión por ocupar cargos públicos, ya que desde joven ocupó cargos en el cabildo de su villa natal, y fue reconocido como alférez de la milicia de la villa. También se dedicó al comercio fluvial con Buenos Aires.
Se casó con Teresa López Jordán, hermana del general Ricardo López Jordán (padre) y media hermana del caudillo Francisco Ramírez, con quien tuvo cinco hijos: Anselmo, Cipriano Manuel, Juan José, Teresa y Francisco, de los cuales sólo el mayor y el menor, Anselmo y Francisco, llegaron a la adultez. Cuando Ramírez logró el control total de la que ya comenzaba a llamarse provincia de Entre Ríos, fue su asesor y ministro de gobierno. También acompañó a Ramírez como ministro y contador en el gobierno de la República de Entre Ríos; fue autor de varias de las iniciativas legislativas de su pariente político. Después de la muerte de Ramírez y de la derrota de su cuñado López Jordán, se exilió durante un tiempo en Paysandú.
Regresó en marzo de 1824, beneficiado por una ley de amnistía del gobernador Juan León Solas, y se estableció como comerciante y letrado. Al año siguiente fue diputado provincial, y en 1826 fue diputado al Congreso Nacional de Buenos Aires. No perteneció al partido federal dirigido por Manuel Dorrego, y se negó a cumplir el compromiso que había contraído con la legislatura entrerriana, de defender la forma federal de gobierno. Concurrió a muy pocas sesiones, y dejó hacer al Partido Unitario.
En 1830 y 1831, apoyó las dos insurrecciones de su cuñado López Jordán, y fue ministro de su efímero gobierno. Se exilió nuevamente, regresando bajo el gobierno de Pascual Echagüe, como protegido de su hermano el general Justo José de Urquiza. Muy pronto fue elegido diputado provincial, y durante casi todo su mandato presidió la legislatura. En 1840 ejerció varios meses de gobernador, como delegado de Echagüe.
Fue un factor decisivo en la llegada de su hermano Justo a la gobernación. Pero en seguida se alejó de la capital provincial, invadida por el general Paz. Cuando éste se retiró hacia el río Uruguay, regresó a la capital y ejerció la gobernación como delegado de su hermano. Éste casi no pisó Paraná hasta 1844, de modo que Cipriano ejerció el poder ejecutivo en la capital, mientras que el general ejercía el poder militar en el resto del territorio, especialmente en la zona del río Uruguay. En 1842 fundó el periódico "El Federal Entrerriano", que siguió existiendo hasta la guerra civil de 1870.
En enero de 1844, el gobernador estaba en campaña en el interior de la República del Uruguay y –como de costumbre– ocupaba su lugar su hermano Cipriano. Hacía poco que los unitarios correntinos habían recuperado el poder, dirigidos por los hermanos Madariaga, y expulsado un pequeño ejército entrerriano acantonado en la capital correntina. En su persecución, invadieron territorio entrerriano, causando un caos generalizado. Cipriano Urquiza se trasladó a Nogoyá, para intentar imponer orden, pero una pequeña partida de soldados desertores tomó el pueblo e hirió de muerte al gobernador delegado. Los atacantes pasaron después al ejército correntino, pero nunca se confirmó que hubieran sido enviados por los Madariaga.